# Uniform Crime Reporting
Das Uniform-Crime-Reporting-(UCR)-Programm in den USA ist ein Programm der Kriminalitätsstatistik. 
Daran beteiligen sich fast 18.000 Strafverfolgungsbehörden der USA, die Daten über begangene Verbrechen und andere Formen der Kriminalität an das Federal Bureau of Investigation (FBI) weiterleiten. Das FBI wertet diese aus und veröffentlicht die Ergebnisse seit 1930 jährlich in der Reihe Crime in the United States.